# Бранко Бошняк
Бранко Бошняк (на хърватски: Branko Bošnjak) е югославски и хърватски философ, член на школата „Праксис“, един от основателите на списание „Праксис“.

## Биография
Бошняк е роден на 14 януари 1923 г. в село Стойчиновац, Кралство Югославия. Бошняк е професор във Факултета по философия на Загребския университет и за известно време началник на катедрата по история на философията и декан на факултета. Два пъти е председател на Хърватското философско общество (1964 – 1965 и 1978 – 1979). Член е на Хърватската академия на науките и изкуствата.
Умира на 18 юни 1996 г. в Загреб и е погребан в гробището Мирогой.

## Основни произведения
Основните полета на интерес на Бошняк са религията и историята на философия. Основните му произведения са:
- Grčka filozofija od prvih početaka do Aristotela i odabrani tekstvi filozofa (1956.)
- Povijest filozofije kao nauka (1958.)
- Logos i dijalektika (1961.)
- Filozofija i kršćanstvo (1966.)
- Grčka filozofska kritika Biblije (1971.)
- Filozofija: uvod u filozosko mišljenje i Rječnik (1977.)
- Sistematika filozofije (u ediciji Enciklopedija filozofskih disciplina) (1977.)
- Smisao filozofske egzistencije (1981.)
- Filozofija i povijest (1983.)
- Povijest filozofije (1993.)